# Colorisation photographique
Ne pas confondre avec Colorisation cinématographique

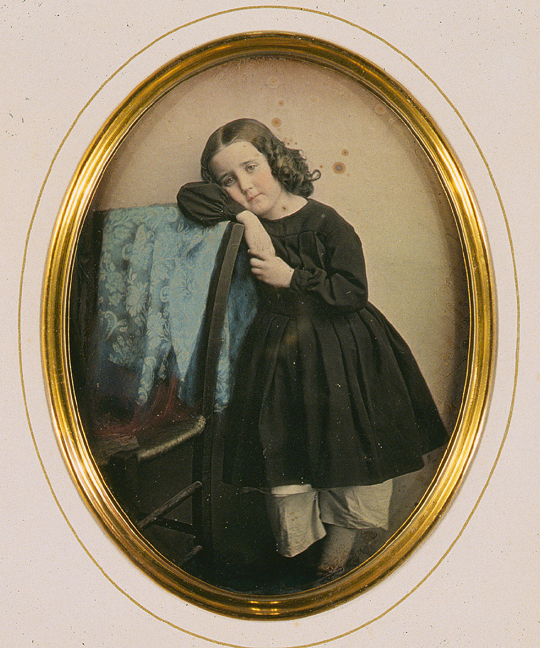
Daguerréotype colorisé à la main par J. Garnier, ca. 1850

La colorisation photographique est un procédé qui consiste à ajouter de la couleur aux photographies en noir et blanc ou sépia, généralement pour accroître le réalisme de la photographie ou à des fins artistiques. Les premières utilisations de cette technique remontent au milieu du XIXe siècle, avant l'apparition de la photographie en couleurs. Elle se poursuit pour les photos et cartes postales à une époque où les vraies photos en couleurs étaient très rares. Aujourd'hui, les photos et cartes postales en couleurs sont devenues courantes.
En règle générale, des aquarelles, des huiles, des crayons, des pastels et d'autres peintures ou teintures sont appliqués à la surface de l'image en utilisant des pinceaux, les doigts, des coton tiges ou des aérographes. On peut toujours coloriser pour le plaisir des photos noir et blanc, en particulier avec des logiciels informatiques.

## Histoire

### Pre-1900
La photographie monochrome (noir et blanc) apparaît avec l'invention du procédé par Nicéphore Niepce en 1827 et son amélioration le daguerréotype, par Louis Daguerre en 1835 suivi d'autres méthodes dont le calotype, l'ambrotype, le ferrotype, l'impression à l'albumine et l'impression argentique à la gélatine. L'essentiel de la production photographie reste monochrome jusqu'au milieu du XXe siècle, bien que des expériences produisent des photographies en couleurs dès 1855 et que certains procédés photographiques produisent des images avec une couleur globale inhérente comme le bleu des cyanotypes.
Dans une tentative pour créer des images plus réalistes, les photographes et les artistes colorisent à la main des photographies monochromes. Les premiers daguerréotypes colorés à la main sont attribués au peintre et graveur suisse Johann Baptist Isenring qui utilise un mélange de gomme arabique et de pigments pour colorer les daguerréotypes peu après leur invention en 1839. De la poudre colorée est fixée sur la surface sensible du daguerréotypie par application de chaleur. Des variantes de cette technique sont brevetées en Angleterre par Richard Beard en 1842 et en France par Stéphano (aussi dit Étienne) Lecchi déposées à l'Académie des Sciences en octobre 1842 et utilisées en 1843 par le daguerréotypiste et horloger GIROUD qui en a l'exclusivité à Toulon de l'auteur lui-même  puis par Léotard de Leuze en 1845. Plus tard, la coloration à la main est réalisée avec des innovations photographiques successives: des tirages argentiques à l'albumine et à la gélatine, les lanternes magiques, le film inversible ou encore la "photokérographie coloriée" mise au point en 1855 par le photographe Arsène Garnier.
Parallèlement, des efforts pour produire des images photographiques colorées ont un impact sur la popularité de la colorisation manuelle. En 1842, Daniel Davis Jr. brevette un procédé de coloration des daguerréotypes par galvanoplastie et son travail est affiné par Warren T. Thompson l'année suivante. Les résultats des travaux de Davis et Thompson ne réussissent que partiellement à créer des photographies en couleurs et la méthode d'électrodéposition est rapidement abandonnée. En 1850, Levi Hill annonce son invention d'un procédé de création de daguerréotype en couleurs naturelles dans son Treatise on Daguerreotype. Les ventes de daguerréotypes classiques incolores à l'origine et colorés à la main chutent en prévision de cette nouvelle technique. Hill retarde la publication des détails de son processus de plusieurs années et ses revendications ne tardent pas à être considérées comme frauduleuses. Quand il publie finalement son traité en 1856, le processus - de bonne foi ou non- est certainement impossible et dangereux.
La coloration manuelle reste la méthode la plus simple et la plus efficace pour produire des photographies entièrement en couleurs jusqu'au milieu du XXe siècle lorsque l'Américain Kodak introduit le film couleur Kodachrome.

#### Photographie japonaises colorées manuellement (circa 1860–1899)

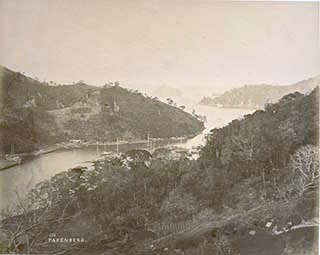
Avant: tirage monochrome à l'albumine d'un album Stillfried & Andersen ; négatif exposé entre 1862 et 1885

Bien que la coloration manuelle des photographies a été introduite en Europe, la technique bénéficie d'une considérable popularité au Japon où la pratique devient une forme d'art respecté et raffiné au début des années 1860. Il est possible que le photographe Charles Parker et son partenaire l'artiste William Parke Andrew ont été les premiers à produire de telles œuvres au Japon, mais les premiers à employer régulièrement la colorisation à la main dans le pays sont le reporteur et photographe italien Felice Beato et l'artiste et coloriste Charles Wirgman du The Illustrated London News. Dans l'atelier de Beato, les compétences raffinées des aquarellistes et xylographes japonais sont appliquées avec succès à la photographie européenne, comme en témoigne le volume de Beato de portraits colorés à la main, les « Native Types».
Un autre photographe pionnier notable au Japon à utiliser la coloration manuelle est Yokoyama Matsusaburō. Formé comme peintre et lithographe ainsi que comme photographe, Yokoyama profite de son vaste répertoire de compétences et de techniques pour créer ce qu'il appelle des shashin abura-e (写真油絵) ou « peintures à l'huile photographiques », dans lesquelles le support papier d'une photographie est découpé et des peintures à l'huile sont ensuite appliquées à l'émulsion restante.
Parmi les producteurs ultérieurs de coloration à la main au Japon figure la société Stillfried & Andersen, qui acquiert le studio de Beato en 1877 et colorise manuellement nombre de ses négatifs en plus des leurs. Le baron autrichien Raimond von Stillfried und Ratenitz, forme le photographe et coloriste japonais Kusakabe Kinbei, et ensemble, ils créent des images colorées à la main de la vie quotidienne japonaise qui sont très populaires comme souvenirs. Kusakabe Kinbei, Tamamura Kōzaburō, Adolfo Farsari, Uchida Kuichi, Ogawa Kazumasa et d'autres produisent également des photographies colorées à la main. De nombreuses photographies coloriées manuellement et de haute qualité continuent à être réalisées au Japon jusque dans la première moitié du XXe siècle.

### Post-1900

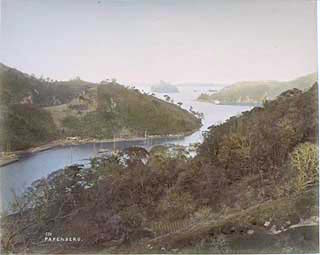
Après : Tirage coloré à la main à partir du même négatif, coloré par Stillfried & Andersen entre 1875 et 1885

Ce qu'on appelle l'âge d'or de la photographie colorée à la main en Occident se situe entre 1900 et 1940. La demande accrue pour les photographies de paysages colorées à la main au début du XXe siècle est attribuée à l'œuvre de Wallace Nutting. Celui-ci, pasteur de Nouvelle Angleterre, réalise des photographies de paysage colorées à la main comme passe-temps jusqu'en 1904 lorsqu'il ouvre un studio professionnel. Il passe les 35 années suivantes à créer des images colorées à la main et devient le photographe qui vend le plus de tirages colorés manuellement de toute l'histoire de la photographie.
Entre 1915 et 1925, les photographies colorisées manuellement sont populaires parmi les classes moyennes aux États-Unis, au Canada, aux Bermudes et aux Bahamas comme cadeaux de mariage élégants et à prix abordable, comme cadeaux de naissance, cadeaux de vacances, cadeaux d'amitié et souvenirs de vacances. Avec le début de la Grande Dépression en 1929, et la baisse conséquente du nombre de membres de la classe moyenne, les ventes de photographies coloriées à la main diminuent fortement.
Malgré leur baisse de popularité, les photographes qualifiés continuent à créer des photographies magnifiquement coloriées à la main. Les tirages coloriés manuellement des sculptures de ses propres poupées par Hans Bellmer au cours des années 1930 sont un exemple de la poursuite de la production de photographies coloriées manuellement en Europe pendant cette période. En Pologne, le monidło est un exemple de populaires photos de mariage colorées à la main.
Luis Márquez (1899–1978), autre créateur de photographie colorées à la main, est le photographe officiel et le conseiller artistique du pavillon mexicain à la Foire internationale de New York 1939-1940. En 1937, il présente au gouverneur du Texas James V. Allred une collection de photographies coloriées à la main. L'Université nationale autonome du Mexique à Mexico possède une vaste archive photographique de Luis Márquez ainsi que l'Université de Houston au Texas.
Dans les années 1950, la disponibilité des films de couleur arrête la production des photographies coloriées à la main. Cependant, le regain de popularité des antiquités et objets de collection dans les années 1960 suscite un intérêt accru pour les photographies coloriées à la main. Depuis environ 1970, il existe une sorte de renouveau de la coloration manuelle, comme on le voit dans le travail d'artistes-photographes comme Elizabeth Lennard, Jan Saudek, Kathy Vargas et Rita Dibert. L'utilisation par Robert Rauschenberg et d'autres de supports photographiques et de peinture combinés dans leur art représente un précurseur de ce renouveau.

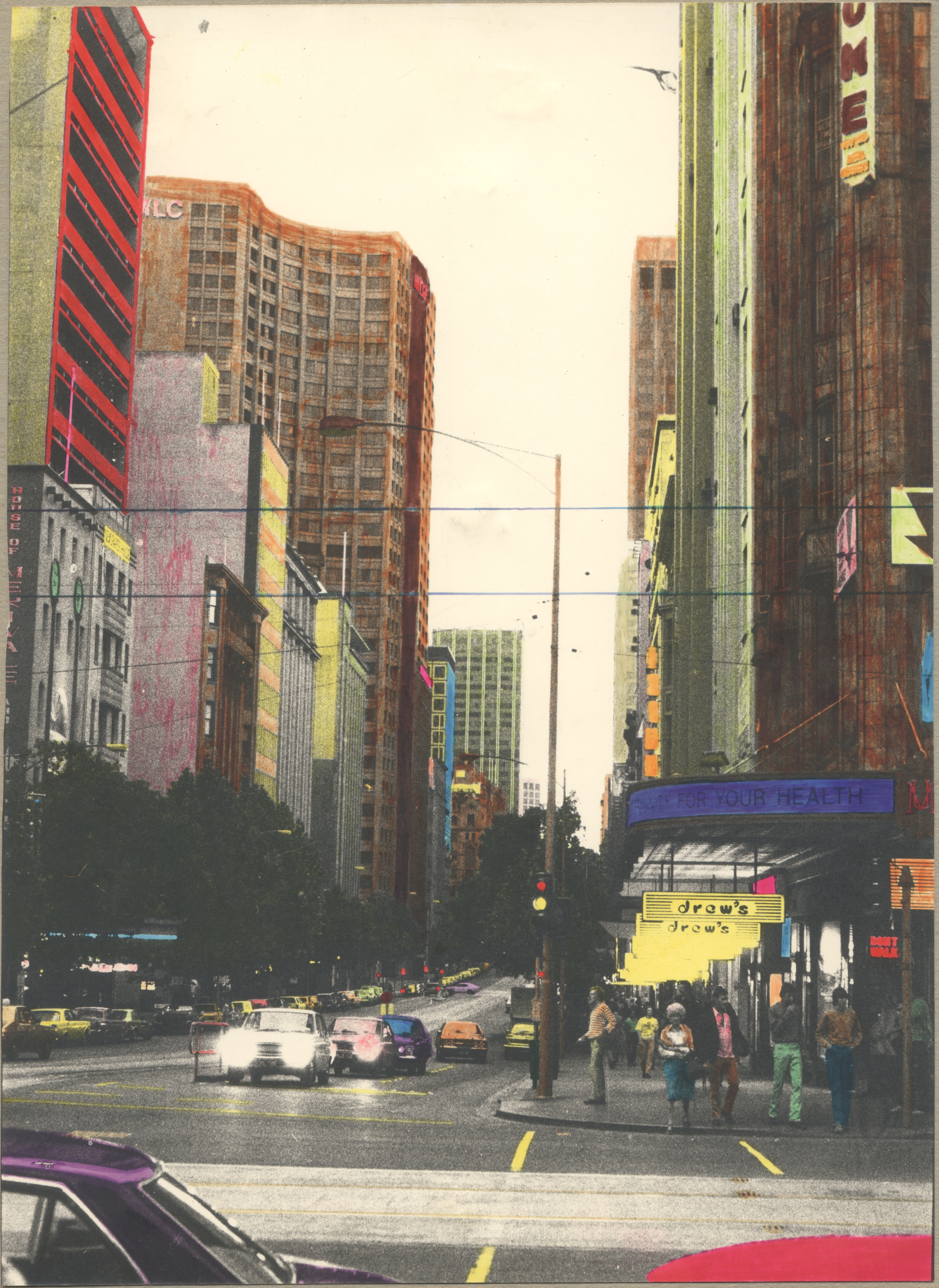
Photographie noir & blanc du centre Melbourne en 1981, colorisée par l'auteur.

En dépit de la disponibilité de procédés en couleurs de haute qualité, les photographies coloriées à la main (souvent combinées avec des virages sépia) sont encore populaires pour des raisons esthétiques et parce que les pigments utilisés ont une grande permanence. Dans de nombreux pays où le film couleur est rare ou cher, ou lorsque le traitement de la couleur n'est pas disponible, la coloration manuelle continue d'être utilisée et parfois préférée dans les années 1980. Plus récemment, des logiciels de retouche, de traitement et de dessin assisté par ordinateur sont employés – particulièrement dans la publicité – afin de recréer l'apparence et les effets de la coloration manuelle. La colorisation est maintenant disponible pour le photographe amateur en utilisant un logiciel de manipulation d'image comme Adobe Photoshop.

## Matériels et techniques

### Teintures
Des colorants de base sont utilisés dans la coloration à la main des photographies. Les colorants sont des matières en couleurs, naturelles ou synthétiques, solubles en solution aqueuse, par opposition aux pigments qui sont généralement des substances de couleur, insolubles dans une solution aqueuse. Les teintures à l'aniline, premiers colorants produits par synthèse, au départ utilisés pour la teinture des textiles, sont dans un premier temps utilisées pour teindre les impressions à l'albumine et les photographies en film inversible en Allemagne dans les années 1860. Dans le procédé de colorisation manuelle par teintures, une faible solution de teinture dans l'eau est préférée et les couleurs sont souvent constituées par des lavages répétés au lieu d'être appliquées en une seule fois. L'idée est de « tacher » ou « teindre »  le tirage plutôt que de le « peindre » car trop de peinture cacherait des détails photographiques. Du buvard est utilisé pour contrôler la quantité de colorant sur la surface en en absorbant l'excès.

### Aquarelle
L'aquarelle a le mérite d'être plus stable que les colorants, mais est moins transparente et donc plus susceptible d’obscurcir les détails. La coloration manuelle à l'aquarelle nécessite l'utilisation d'un moyen pour empêcher les couleurs de sécher avec une finition terne et sans vie. Avant que la peinture ne soit appliquée, la surface du tirage doit être amorcée de telle sorte que les couleurs ne sont pas repoussées. Il s'agit souvent de préparer l'impression avec une mince couche de gomme-laque puis d'ajouter du grain avant la coloration. Les aquarelle utilisées dans la coloration à la main se composent de quatre ingrédients : des pigments, un liant (naturel ou synthétique) (traditionnellement de la gomme arabique), des additifs pour améliorer la plasticité (tel que la glycérine) et un solvant pour diluer la peinture (c'est-à-dire de l'eau) qui s'évapore lorsque la peinture sèche. La peinture est généralement appliquée sur les impressions en utilisant une brosse douce. Les aquarelles « laissent souvent un bord de couleur plus sombre dans les limites de la zone peinte ». Étant donné que les différents pigments possèdent différents degrés de transparence, le choix des couleurs doit être examiné avec soin. Les pigments plus transparents sont préférés car ils assurent une plus grande visibilité de l'image photographique.

### Huiles
La peinture à l'huile contient des particules de pigment appliquées à l'aide d'une huile de séchage, tel que l'huile de lin. Les conventions et techniques d'emploi des huiles exigent une connaissance du dessin et de la peinture, aussi sont-elles souvent utilisées dans la pratique professionnelle. Lorsque la coloration manuelle se fait avec des huiles, l'approche est plus souvent d'utiliser l'image photographique simplement comme base pour une image peinte. La possibilité de créer des portraits à l'huile précis en utilisant une base photographique se prête elle-même au « crime artistique » avec des artistes prétendant peindre des portraits à l'huile traditionnels (pour un prix plus élevé) alors qu'en fait ils détourent une base photographique avec des huiles. Par conséquent, le choix des couleurs à l'huile est régi par la transparence relative des pigments pour permettre une authentification de la base photographique. Il est d'abord nécessaire de déterminer la taille de l'impression pour empêcher l'absorption de la couleur dans le papier. Dans le passé, les vues photographîques des lanternes magiques sont souvent colorées par le fabricant, mais parfois par l'utilisateur, avec des résultats variables. Habituellement, des couleurs à l'huile sont utilisées pour ces « diapositives », bien qu'à l'époque du collodion – de 1848 jusqu'à la fin du XIXe siècle– des aquarelles sont parfois aussi utilisées de la même façon.

### Crayons et pastels
L'utilisation du crayon ou des bâtons de pastel de pigments de terre à différents niveaux de saturation est également considérée comme relevant du domaine d'un coloriste hautement qualifié, car elle nécessite la connaissance des techniques de dessin. Comme les huiles, les crayons et les pastels assombrissent généralement la photographie originale, ce qui produit des portraits plus proches des peintures traditionnelles. Le fusain et des crayons de couleur sont également utilisés dans la coloration à la main des photographies et les termes « crayon », « pastel », « fusain » et « pinceau » sont souvent utilisés de façon interchangeable par les coloristes.
Les photographies coloriées à la main incluent parfois l'utilisation combinée de colorants, d'aquarelles, d'huiles et d'autres pigments pour créer des effets variables sur l'image imprimée. Quelle que soit la méthode utilisée, les principaux outils pour appliquer la couleur sont la brosse et le bout des doigts. Souvent, le doigt tamponnant est couvert pour s'assurer qu'aucune trace de doigts ne reste sur l'image.

## Conservation et entreposage

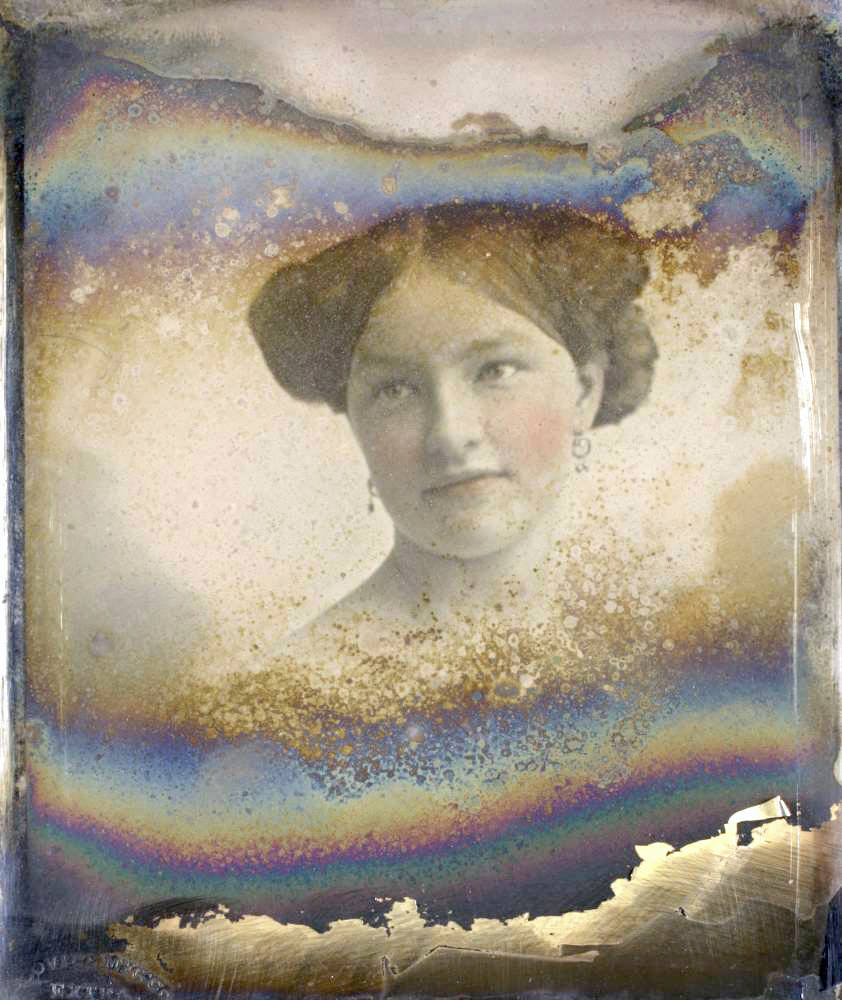
Daguerréotype colorisé à la main terni (c. 1852) de la George Eastman House à Rochester, NY.

En général, la préservation des photographies coloriées à la main est semblable à celle des photographies en couleurs et monochromes. Les conditions optimales de stockage comprennent une température de l'environnement contrôlée avec une faible humidité relative (approximativement 30-40% RH), des températures inférieures à 20 C° et une basse concentration de particules en suspension telles qu'acide sulfurique, acide nitrique et ozone. La zone d'entreposage doit être propre et exempte d'organismes nuisibles et de moisissure. Parce que les photographies coloriées à la main, comme les photographies en couleurs, sont plus sensibles à la lumière et aux rayons UV, le stockage doit être fait dans un endroit sombre. La zone d'entreposage doit être sécurisée et surveillée contre les menaces internes tels que les changements de température ou d'humidité dus à un dysfonctionnement ds l'ensemble chauffage, ventilation et climatisation ainsi que des menaces extérieures telles que vols ou catastrophe naturelle. Un plan d'urgence doit être créé et maintenu pour tous les matériaux.
Lors de la manipulation de photographies en coffret tels que daguerréotypes, impressions à l'albumine et ferrotypes, en particulier celles qui ont été colorées à la main, la prudence est requise. Elles sont fragiles et même un minimum d'efforts pour les nettoyer peut endommager irrémédiablement l'image. Les photographies peintes à la main et placées en étui doivent être stockées horizontalement, en une seule couche, de préférence face vers le bas. Les emboitages peuvent être enveloppés de papier traité à l'alcaline ou de tampon en papier de soie. Si la photo a été séparée de son coffret, un tapis et un support en carton peuvent être découpés dans du carton de musée tamponné d'alcaline. Le tapis est placé entre l'image et une plaque de verre nouvellement coupée alors que le panneau de support prend en charge l'image par derrière. Ce « sandwich » est ensuite scellé avec du ruban Filmoplast. Les nettoyants pour vitres de commerce ne doivent pas être utilisés sur les nouvelles plaques de verre. Les ferrotypes colorés négligemment à la main peuvent être placés entre des panneaux de carton. S'ils sont pliés, aucune tentative ne doit être faite pour les redresser car cela pourrait amener l'émulsion à se fissurer et/ou à s'écailler.
Idéalement, tous les tirages photographiques doivent être stockés horizontalement, bien que les gravures de moins de 0,28 × 0,35 cm et sur des montures stables peuvent être stockés en toute sécurité à la verticale. Les tirages doivent également être stockés à l'abri de sources de lumière et d'eau dans des boîtes sans acide et sans lignine fabriquées selon les standards 14523 et 10214  de l'Organisation internationale de normalisation (ISO) . Les matériaux de stockage doivent également être conformes au Photographic Activity Test (en) (PAT) de l'American National Standards Institute (ANSI) ou standards similaires, pour assurer la qualité de l'archivage. Si une photographie montre une fissure ou un écaillage de l'émulsion, elle ne doit pas être stockée dans un boîtier en plastique car l'électricité statique pourrait endommager davantage l'image. Des gants de coton propres doivent être portés lors de la manipulation des photographies pour éviter que les huiles et sels de la peau n'endommagent les surfaces.
Dans certains cas, il peut être nécessaire de contacter un restaurateur professionnel. Aux États-Unis, l'American Institute for Conservation of Historic and Artistic Works (AIC) fournit un Find a Conservator outil qui permet d'identifier les services locaux de conservation. Au Royaume-Uni et en Irlande, la Conservation Register fournit un outil similaire qui effectue des recherches par spécialisation, entreprises et nom de famille. Pour trouver d'autres services de conservation à l'échelle internationale, Conservation OnLine (CoOL) Resources for Conservation Professionals fournit un outil qui effectue les recherches par pays.

### Matières colorantes
Teintures et aquarelles exigent des mesures de conservation similaires lorsqu'elles sont appliquées sur des images peintes à la main. Comme les photographies elles-mêmes, teintures et aquarelles appliquées à la main sur les photographies sont sensibles aux dégâts de la lumière et doivent être abritées dans un lieu de stockage sombre ou exposées sous faible lumière indirecte. Les polluants particulaires communs peuvent entraîner un estompage des pigments d'aquarelle mais la surface de la peinture peut être nettoyée en époussetant légèrement avec une brosse douce pour enlever la saleté.
La peinture à l'huile était souvent appliquée sur les ferrotypes, les daguerréotypes et les ambrotypes. Comme avec toutes les photos, les matériaux réagissent négativement à des sources directes de lumière, ce qui peut amener des pigments à s'estomper et à s'assombrir, et aux changements fréquents d'humidité relative et de température, ce qui peut provoquer des craquements de la peinture à l'huile. Pour des photos avec des dommages importants, l'expertise d'un conservateur de musée spécialiste de peintures à l'huile peut être nécessaire pour décider d'un traitement.

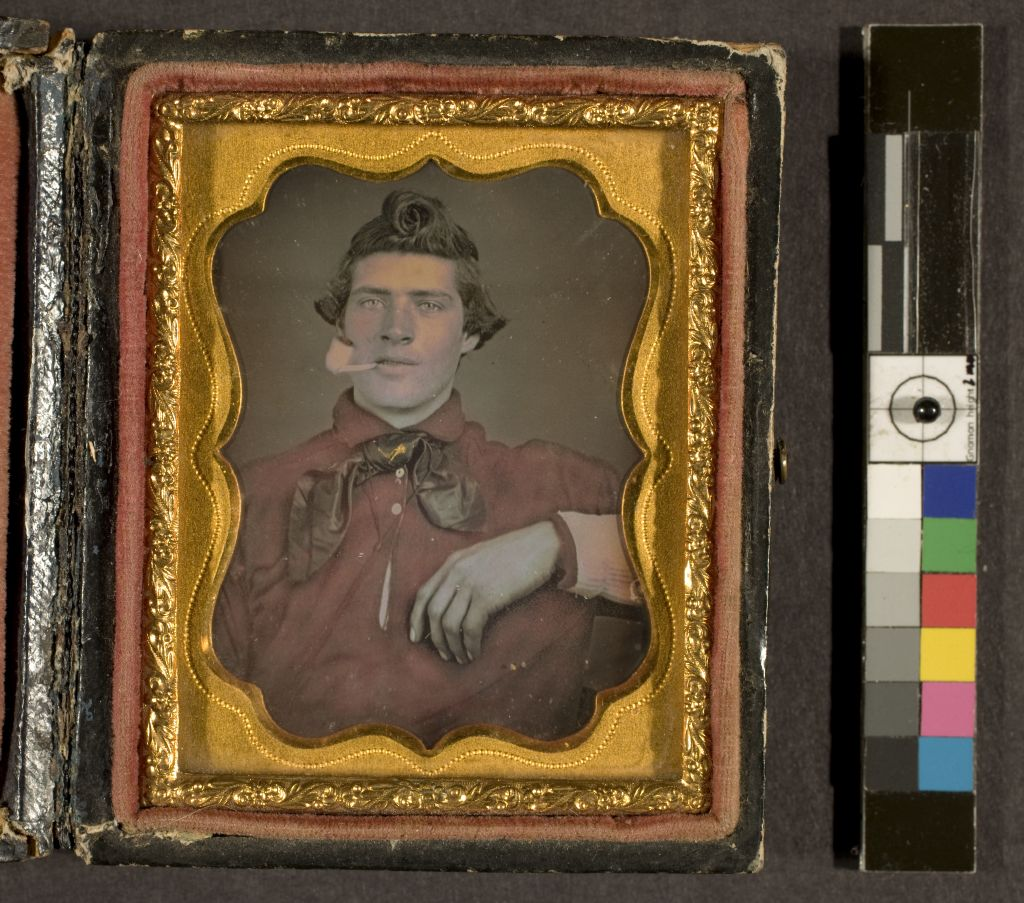
Daguerréotype coloré à la main et encadré (c. 1850) de la George Eastman House à Rochester, NY.

Les photographies colorées à la main avec crayons et pastels ont une surface poudreuse qui doit être protégée à des fins de conservation. Historiquement, ces photographies étaient vendues dans un cadre sous une couche de protection en verre, ce qui diminuait souvent le nombre de manipulations et d'occasions de maculer la surface de la photographie. Tout travail de conservation sur photographie colorisée au crayon ou au pastel doit conserver ses cadres et verres originaux afin de préserver l'authenticité et la valeur de l'objet. Si la photographie est séparée de son boîtier d'origine, elle peut être conservée dans un dossier de qualité archivistique jusqu'à ce qu'elle soit encadrée ou mise en boîtier.

### Matières auxiliaires

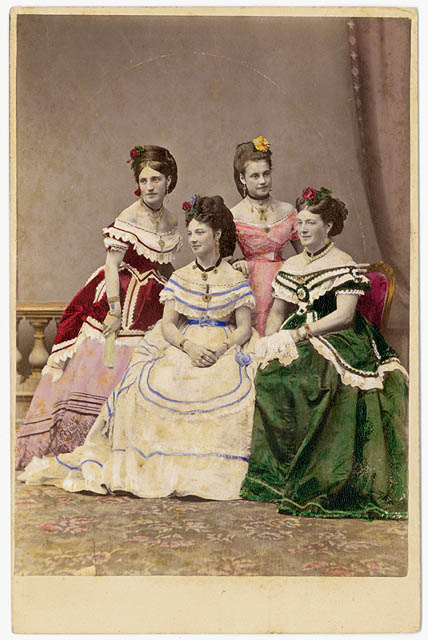
Photo de cabinet colorée manuellement (c. 1875) de la State Library of New South Wales. La photo est montée sur une feuille de papier de support et présente des signes de dégradation

Aux États-Unis, de nombreuses photographies coloriées à la main étaient emballées et encadrées pour le commerce de détail. Les photographies colorées manuellement du début du XXe siècle étaient souvent montées sur des encadrements en carton placés derrière un cadre en verre et soutenus par des lattes de panneaux de bois, de carton léger ou de carton d'emballage. Une feuille de support est souvent collée à l'arrière du fond en carton. Malheureusement, les produits de papier fabriqués et utilisés au cours de la fin du XIXe siècle et au début du XXe siècle sont très acides et provoquent jaunissement, fragilisation et dégradation des photographies coloriées à la main. Les inclusions métalliques dans le papier peuvent aussi entraîner une réaction d'oxydoréduction qui peut être la cause de rousseurs des matériaux du papier. Les lattes de panneaux de bois dégagent également des gaz causant la dégradation des photographies.
La simple conservation de ces matériaux fragiles peut être effectuée par l'amateur audacieux. Une photographie colorée à la main doit être retirée du cadre tout en conservant clous ou vis d'origine tenant le cadre ensemble. Les panneaux de bois, les lattes de carton acides et les supports en papier acide peuvent être retirés du cadre et du carton de dos et rejetés mais en conservant toute information aidant à l'identification du cliché comme les timbres ou une inscription sur le support papier. La plaque en carton sur laquelle la photographie est montée, bien que de nature acide, ne peut être enlevée et remplacée en raison de la valeur intrinsèque de ce montage d'origine. Souvent la signature de l'artiste et le titre de la photo sont inscrits sur le carton de support. La meilleure méthode de conservation pour prévenir ou limiter la dégradation est de stocker la photo dans un environnement sec à basse température, avec une faible humidité relative et une faible luminosité. La photographie coloriée à la main doit être replacée dans son cadre d'origine, maintenu en place avec du carton en papier non acide de qualité archivistique et fermé avec les clous ou les vis d'origine.

## Techniques associées
La coloration à la main doit être distinguée de la teinture, du virage, de la retouche et du crystoleum.
- Les photographies teintées sont faites sur du papier photographique teinté produit par des fabricants commerciaux. Une couleur globale unique met l'image en valeur surtout dans les tons clairs et les demi-tons. Depuis les années 1870, des papiers d'impression à l'albumine sont disponibles en rose ou bleu pâle et depuis les années 1890, en gélatine-argent mauves pâle ou roses. Il existait aussi d'autres sortes de papiers teintés. Au fil du temps cette coloration devient souvent très délavée.
- Le virage fait référence à une variété de méthodes pour la modification de la couleur générale de l'image photographique elle-même[31]. Des composés d'or, de platine ou d'autres métaux sont utilisés en combinaison avec des variations dans le temps de développement, de la température et d'autres facteurs pour produire une gamme de tons, y compris les bruns chauds, pourpres, sépias, des bleus, des olives, des rouges-bruns et bleus-noirs. Un type bien connu de virage est le ton sépia. Outre l'ajout de la couleur à un tirage monochrome, le virage améliore souvent la stabilité de l'image et accentue les contrastes.
- La retouche d'image utilise bon nombre des mêmes outils et techniques que la coloration à la main mais avec l'intention de couvrir les dommages, en cachant des caractéristiques indésirables, en accentuant les détails ou en ajoutant des éléments manquants d'une épreuve photographique. Sur un portrait, la retouche peut être utilisée pour améliorer l'apparence de la personne qui pose, par exemple en supprimant les défauts du visage, et dans un paysage avec un ciel surexposé, des nuages peuvent être peints dans l'image. Aquarelles, encres, colorants et réducteurs chimiques sont utilisés avec des outils tels que bistouris, pinceaux pointus, aérographes et crayons de retouche.
- Le procédé du crystoleum, de « cristal » + « oleum » (huile), est encore une autre méthode d'application de couleur sur  impressions à l'albumine[32]. L'impression est collé face vers le bas à l'intérieur d'une pièce concave de verre. Une fois la pâte de colle (généralement de l'amidon ou de la gélatine) sèche, le support papier du tirage est frotté, ne laissant que l'émulsion transparente sur la vitre. L'image est ensuite colorée à la main. Un autre morceau de verre est ajouté à l'arrière, lequel peut également être coloré à la main. Les deux morceaux de verre sont liés ensemble, créant ainsi une image, fragile, mais détaillée.

## Exemples de cartes postales colorisées

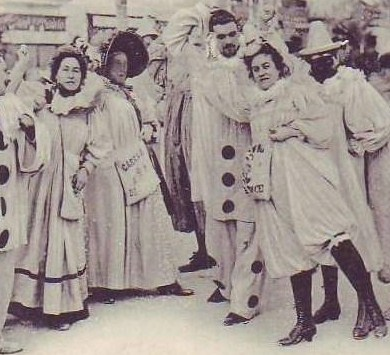
Photo avant colorisation.
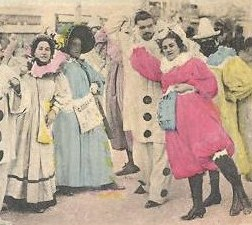
Photo après colorisation.
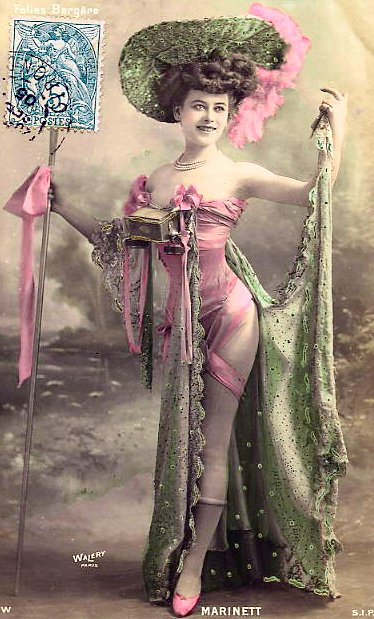
Les Folies Bergère vers 1900.
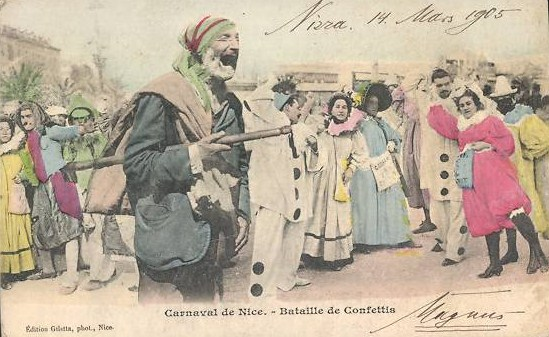
Bataille de confetti au carnaval de Nice vers 1905.
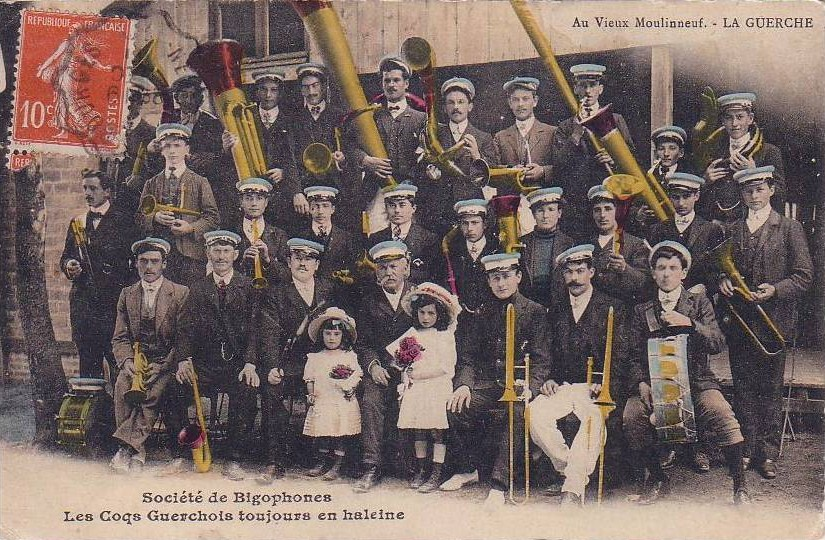
La Société de Bigophones Les Coqs Guerchois toujours en haleine vers 1910.
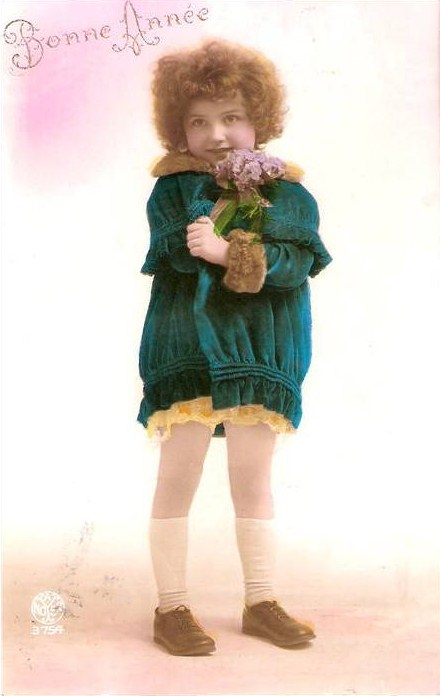
Carte de vœux de bonne année 1925.
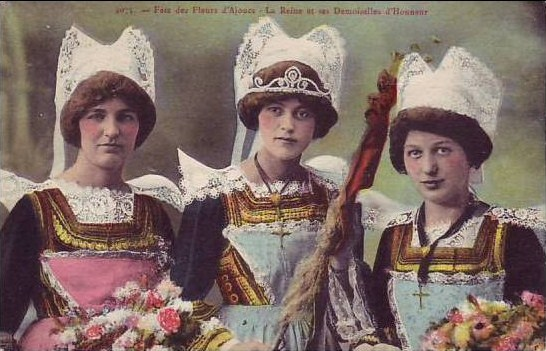
La Reine des Fleurs d'ajoncs et ses demoiselles d'honneur à Pont-Aven vers 1910.
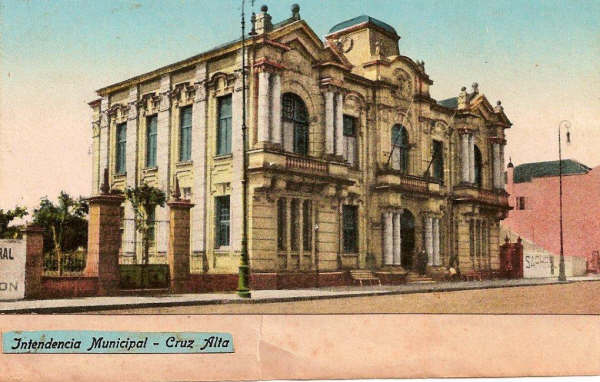
Préfecture de Cruz Alta au Brésil entre 1930 et 1950.